# Parâmetro (ciência da computação)
Na ciência da computação, um parâmetro é um valor contido em uma variável ou é o valor resultado de uma expressão mais complexa, que pode ser passado para uma função interna (sub-rotina); a sub-rotina utiliza o valor atribuído no parâmetro para alterar o seu comportamento durante a execução. A maioria das linguagens de programação aceitam a definição de sub-rotinas que aceitam zero ou mais parâmetros.

## Parâmetro e Argumento
O termo parâmetro muitas vezes é utilizado como sinónimo de argumento, mas geralmente utiliza-se "parâmetros" quando se faz referência às variáveis situadas entre os parênteses de um método ou função e "argumentos" são os valores atribuídos a esses parâmetros. Na prática da programação, não é necessário distinguir essas diferenças para que a descrição de um código esteja correta.
Para melhor explicar a diferença entre os dois termos pode-se considerar a seguinte sub-rotina escrita na linguagem C:
```
int somar(int param1, int param2)
{
    return param1 + param2;
}

```

A sub-rotina "somar" tem dois parâmetros, "param1" e "param2". Ela soma os valores passados e retorna o resultado para o código que realizou a chamada. O código que realiza a chamada pode ser algo como o mostrado abaixo:
```
int variavelResultado;
int variavel1 = 40;
int variavel2 = 2;

variavelResultado = somar(variavel1, variavel2);

```

Durante a execução, as variáveis "variavel1" e "variavel2" são inicializadas e passadas (como argumentos) para a sub-rotina "somar". Dentro da rotina, os parâmetros são avaliados e os argumentos '40' e '2' são obtidos. Estes valores são somados, o resultado é retornado e atribuído à variável "variavelResultado". É importante notar que variáveis não são parâmetros e nem argumentos.

## Parâmetros por valor
O parâmetro por valor, toda função interna em um programa computacional trabalha com parâmetros que são guardados em variáveis locais (ou variáveis de função); asism quando chamamos uma função devemos definir os valores que serão trabalhados como parâmetros dentro da função que são repassados a esta função armazenados nas variáveis locais durante a execução, este é um processo semelhante a uma atribuição.

## Tipos de dados
Em linguagens de programação que utilizam explicitamente tipos de dados fortes, cada tipo de parâmetro é especificado na declaração da sub-rotina. As linguagens que utilizam inferência de tipos tentam descobrir automaticamente o tipo do parâmetro no corpo da função, enquanto as linguagens que utilizam tipos fracos descobrem o tipo do parâmetro em tempo de execução.
Algumas linguagens utilizam palavras reservadas especiais (void, por exemplo) para indicar que uma sub-rotina não possui parâmetros; na teoria dos tipos, estas funções levam uma lista vazia de parâmetros (cujo tipo não é void, mas unit).

## Passagem de argumentos
O mecanismo exato para a atribuição de argumentos para parâmetros, chamada de "passagem de argumentos", depende da estratégia de avaliação utilizada para o parâmetro (tipicamente chamada por valor). Esta estratégia pode ser especificada através de palavras reservadas.

## Argumento padrão
Algumas linguagens de programação permitem que argumentos padrão (ou, do inglês, default) sejam explicitamente passados através da declaração de uma sub-rotina. Isto permite a omissão do argumento durante a chamada da sub-rotina. Nestes casos, se não é passado um argumento na chamada da sub-rotina, o argumento padrão (que consta da declaração da sub-rotina) é utilizado. Em algumas linguagens é possível dizer que tal argumento é implícito (através da palavra reservada optional, por exemplo) e, quando a chamada não passar o valor, um valor bem conhecido é atribuído ao parâmetro (normalmente null, vazio ou zero).

## Lista variável de parâmetros
Algumas linguagens permitem que sub-rotinas aceitem um número variável de parâmetros. O código, ou implementação, destas sub-rotinas deve percorrer esta lista para obter cada um dos parâmetros.

## Parâmetros nomeados
Em algumas linguagens de programação os parâmetros de uma sub-rotina podem ser nomeados. Isto permite que o código que chama estas sub-rotinas "documente" a si próprio. Esta abordagem também dá maior flexibilidade ao código que chama a sub-rotina, permitindo a alteração na ordem dos argumentos passados ou mesmo a omissão de algum argumento, se necessário.